# Castigaleu
Castigaleu es una localidad y municipio español de la provincia de Huesca, en la Ribagorza, Aragón. Según el 2023, la localidad por sí misma contaba con 96 habitantes.

## Geografía
Está situado próximo a las orillas del río Cajigar (cuenca del río Noguera Ribagorzana).

### Núcleos
- San Lorenzo
- Santas Masas
- La Almella

## Historia
Según Ubieto Arteta, Castigaleu es mencionado por primera vez en 1042. Fue en 1322 cuando se unió al condado de Ribagorza.
En 1808, durante la Guerra de la Independencia, las tropas francesas saquearon la iglesia parroquial. En 1834 se creó su ayuntamiento propio.
En 1936, al principio de la Guerra Civil, los marxistas republicanos destruyeron los altares e imágenes de la iglesia e hicieron desaparecer los documentos y registros existentes. El ayuntamiento municipal emitió algunos billetes en aquel entonces.

## Demografía
Castigaleu cuenta con una población de 87 habitantes (INE 2024).
| Gráfica de evolución demográfica de Castigaleu entre 1842 y 2021 |
| |
| Población de derecho según los censos de población del INE Población de hecho según los censos de población del INEEntre el censo de 1857 y el anterior, crece el término del municipio porque incorpora a San Lorenzo |

## Administración y política
| Período   | Alcalde                | Partido |  |
| --------- | ---------------------- | ------- |  |
| 1979-1983 | Luis Capdevila Arnal   | Ind.    |  |
| 1983-1987 |                        |         |  |
| 1987-1991 |                        |         |  |
| 1991-1995 |                        |         |  |
| 1995-1999 |                        |         |  |
| 1999-2003 |                        |         |  |
| 2003-2007 |                        |         |  |
| 2007-2011 | Higinio Ciutad Adillón | PAR     |  |
| 2011-2015 | Higinio Ciutad Adillón | PAR     |  |
| 2015-2019 | Higinio Ciutad Adillón | PAR     |  |
| 2019-2023 | Higinio Ciutad Adillón | PAR     |  |
| 2023-     |                        |         |  |

| Partido político    | Partido político                                   | 2003   | 2007   | 2011   | 2015   |
| Partido político    | Partido político                                   | Ediles | Ediles | Ediles | Ediles |
|                     | Partido Aragonés (PAR)                             | 2      | 3      | 4      | 2      |
|                     | Partido de los Socialistas de Aragón (PSOE-Aragón) | —      | 2      | 0      | 1      |
|                     | Partido Popular de Aragón (PP)                     | 3      | 0      | 1      | 0      |
|                     | Chunta Aragonesista (CHA)                          | —      | 0      | —      | —      |
| Total de concejales | Total de concejales                                | 5      | 5      | 5      | 3      |

## Patrimonio
- Ermita de San Isidro, de estilo románico y del siglo XII.[10]
- Iglesia de San Martín, de estilo gótico y con torre del siglo XVI.[10]

## Rutas
Las siguientes rutas de senderismo pasan por la localidad:
- GR-1

## Festividades
- Fiesta menor: Pascua de Pentescostés, donde los mayordomos organizan los festejos.[11]
- Fiestas mayores: primer fin de semana de septiembre.[11]

## Lengua
Su lengua propia es el catalán ribagorzano.